# Klankvertaling
Een klankvertaling is een vertaling die niet streeft naar dezelfde betekenis van de tekst, maar naar een overeenkomstige klank.
Deze hernieuwde klanken leveren vaak bijzondere en poëtische gedachten op. Zo kan men het Engelse woord 'doesn’t' naar het Nederlands verklanktalen als 'duizend', het Portugese woord ‘sozinho' (alleen) als ‘zal zien, joh'.
Een klankvertaling wordt meestal gebruikt bij gedeeltes van liederen, woorden of korte zinnen.
In de muziek zijn klanken zo belangrijk zodat ze zich uitstekend lenen voor een gehele klankvertaling van de tekst.
Het idee van klankvertalen van een gehele tekst is afkomstig van de pianist Maxim Baghuis, samen met de zangeres Saskia Jonker vertaalden zij meer dan 60 teksten vanuit verschillende muziekstijlen.

## Voorbeeld[1]
| Tekst Vinicius de Moraes |  | Klankvertaling Saskia Jonker |
| o grande amor            |  | een simpele woning           |
| ------------------------ |  | ---------------------------- |
| haja o que houver        |  | als ik jou kies, heel ver    |
| há sempre um homem       |  | een simpele woning           |
| para uma mulher          |  | daar van hout en verf        |
| e há de sempre haver     |  | ja, die simpele weg          |
| para esquecer            |  | waar ik je zeg               |
| um falso amor            |  | als je verloor               |
| e uma vontade            |  | voel mijn fantasie           |
| de morrer                |  | zie mooi ver                 |
| seja comofor             |  | zien, gaan, komen voor       |
| há de vencer             |  | waar het vergezicht          |
| o grande amor            |  | hoe verandert het gehoor     |
| que há de ser            |  | kies maar je zicht           |
| no coração               |  | van wie je houdt             |
| como perdão              |  | kom nu vertrouw              |
| pra quem chorou          |  | vraag ken je al              |